# Portchester
Portchester – miejscowość w południowej Anglii, w hrabstwie ceremonialnym Hampshire, w dystrykcie (borough) Fareham, położona na północny zachód od miasta Portsmouth, stanowiąc część jego aglomeracji. Portchester jest wspomniana w Domesday Book (1086) jako Porcestre/Portcestre.
W miejscowości znajduje się zamek.
W Portchester urodził się pisarz Neil Gaiman.

## Współpraca
Miejscowość partnerska:
- Oudenburg, Belgia